# Dean Računica
Dejan Računica, né le 5 décembre 1969 à Sibenik, est un footballeur international croate.

## Biographie

### Vie privée
Il est marié et a 3 filles : Petra, Dea et Laora.

## Palmarès
Hajduk Split
- Champion de Croatie en 1994, 1995 et 2004.
- Vainqueur de la Coupe de Croatie en 1993 et 2003.
- Vainqueur de la Supercoupe de Croatie en 1993 et 1994.

 Austria Salzbourg
- Champion d'Autriche en 1995 et 1997.

 Hapoël Tel-Aviv
- Champion d'Israël en 2000.
- Vainqueur de la Coupe d'Israël en 2000.